# Château de la Commanderie
Le château de la Commanderie est un édifice situé au Mayet-d'École, en France.

## Localisation
Le château est situé sur le territoire de la commune du Mayet-d'École, dans le département de l'Allier, en région Auvergne-Rhône-Alpes.

## Description
Le château de la Commanderie est composé d'un corps de bâtiment, percé de nombreuses fenêtres au XVIIIe siècle, flanqué de deux tours circulaires : l'une imposante à l'angle nord, vestige du château primitif, bien crénelée ; l'autre, plus récente et plus petite, à l'angle sud, est couverte d'un toit conique. Château de plaine, installé sur une croupe du relief, il était à l'origine un château fort de forme carrée entouré de grands fossés et dont l'enceinte enfermait deux cours et de nombreux corps de bâtiments[réf. souhaitée]. 

## Historique
L'ordre du Temple, officialisé en 1112 par une bulle du pape Pascal II, fut supprimé au début du XIVe siècle. Après la chute des Templiers, la commanderie du Mayet-d'École, installée dans le château, passa à l'ordre de Saint-Jean de Jérusalem, elle renforça sa puissance en s'adjoignant la commanderie de La Marche à Charroux.